# Scopula pallifasciata
Scopula pallifasciata là một loài bướm đêm trong họ Geometridae.